# Lac Khövsgöl
Le lac Khövsgöl (en mongol : ᠺᠥᠪᠰᠦᠭᠦᠯ
ᠨᠠᠭᠤᠷ, VPMC : köbsügül naɣur, mongol cyrillique : Хөвсгөл нуур, Khövsgöl nuur ou Hövsgöl nuur) est le deuxième plus grand (après le lac Uvs) et le plus profond lac de Mongolie. Il est situé au nord du pays, dans la province de Hövsgöl. Il mesure 136 km de  long et 36 km de large. Ses eaux sont froides, gelées 4 mois par an (de janvier à avril).
Il est également connu sous le surnom de Perle bleu foncé ou Khövsgöl dalai (Хөвсгөл далай, océan Khövsgöl) ou Dalai Eej (Далай ээж, mère océan)
Le lac Hövsgöl est un des rares très anciens lacs existants, son âge est estimé à plusieurs millions d'années.
Situé dans une région sujette à la sécheresse, ce grand lac est considéré comme sacré par les populations locales (Khalkha, Darhadts, Butyats et Tsaatans, typiques éleveurs de rennes). Quatre-vingt-seize cours d'eau se jettent dans le lac, mais un seul en sort, l'Egiin Gol. De nombreuses espèces de poissons y vivent, ainsi qu'une abondante faune dans la région alentour et une flore typique ; il est également un point de passage important pour les oiseaux migrateurs depuis la Sibérie. L'immense parc national de Hövsgöl (838 000 hectares) a été créé, en 1992, afin de protéger cet environnement.

## Faune
Neuf espèces de poissons peuplent le lac. Les alentours abritent des zibelines, loups, ours bruns, bouquetins, mouflons, cerfs, élans, gloutons, chevrotains porte-musc...

## Transcription
On trouve dans la littérature différentes écritures du nom de ce lac : Khövsgöl, Khovsgol, Huvsgul, Khuvsgul, Hovsgol, Kosso-gol, Kosogol, Cosso-gol... 

## Sources et bibliographie
- (en) An international travel map of Mongolia, International Travel Maps, Vancouver,  (ISBN 0921463472)
- (en) « Lac Khövsgöl », sur LakeNet. Des données sur le lac (avec une erreur probable pour la superficie).

## Galerie

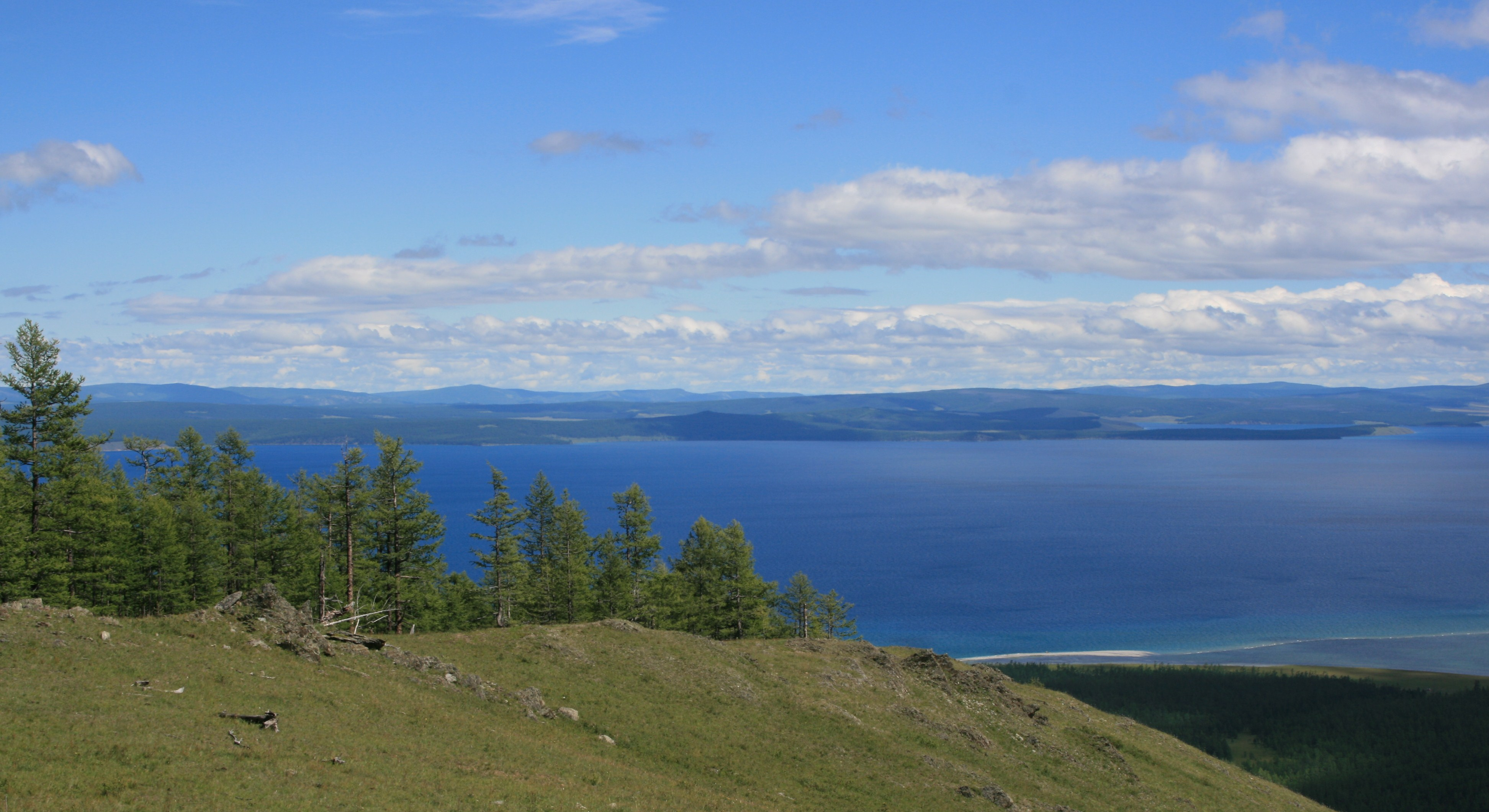
Vue du lac
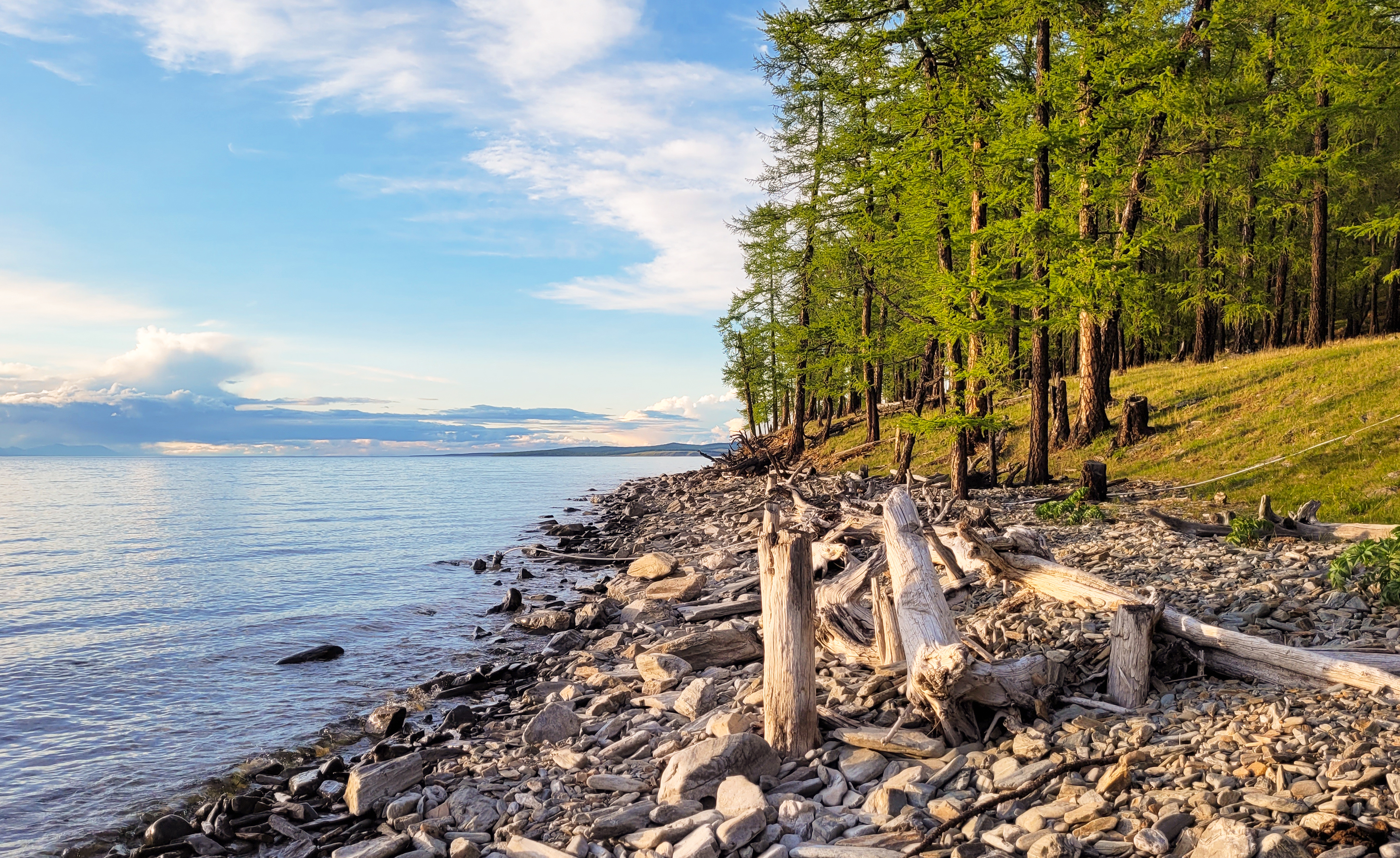
Sur le bord du lac
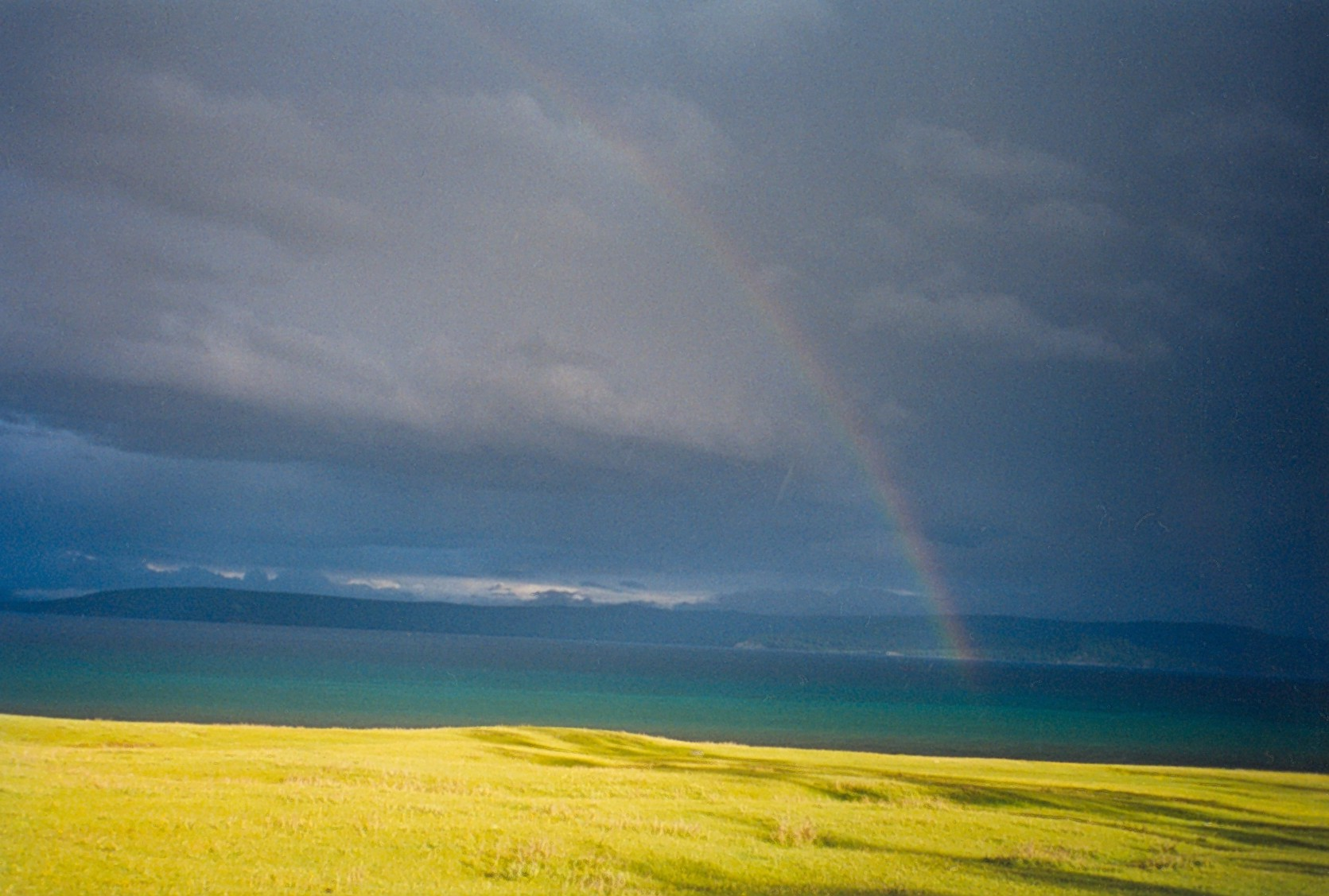
Arc-en-ciel sur le Lac Khövsgöl
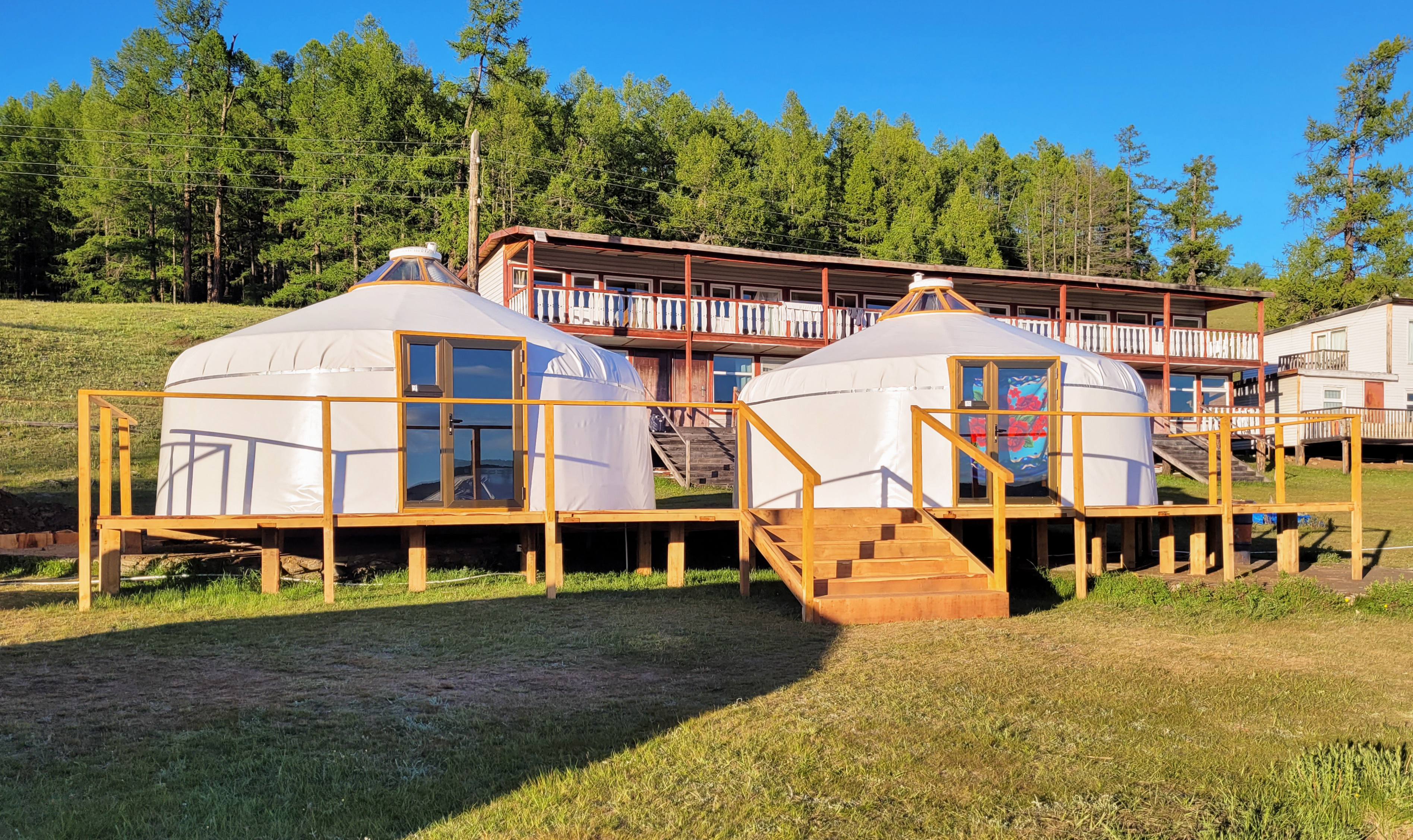
Camp de yourtes sur le bord du lac